# コールマン・ブリッジ (シンガポール)
コールマン・ブリッジ(広東語＝哥里门桥)は、シンガポールに存在する自動車用の橋。

## 説明
ヒル・ストリートやニュー・ブリッジ・ロードに接続しており、クラーク・キー(レストラン、バー、カフェなどが集まっている地域のこと。)付近のシンガポール川に架かっている。橋の一部はダウンタウン・コアと、都市計画区域(両者とも中心業務地区近くに位置する。)の境界線を為している。
シンガポール川に架かる橋としては、コールマン・ブリッジは2番目に建設された橋である。

## 歴史
1840年、のシンガポールには、シンガポール川に架かってオールド・ブリッジ・ロードとヒル・ストリートに繋がるレンガ造り(当初は組積造だった。)の橋があった。また、その名を「コールマン・ブリッジ」といった。橋は９つのアーチを有しており、ジョージ・ドラムグール・コールマン(1895～1844年、アイルランド人の建築家。)の名前をもじって「コールマン・ブリッジ」と名付けられていたのであった。シンガポール初の建築物でもある。橋の名は「新しい橋」を意味し、橋の南端の「ニュー・ブリッジ・ロード」の由来ともなっている。。
1865年、橋は木造の物に置き換えられたが、磐石な建設ではなかった。この木造への置き換えのために、政府は10000ドル(海峡ドル換算で)を費やした。1886年には木造から鉄骨のものへ置き換えられ、この橋はシンガポールで最も魅力的とされていた。その後は1世紀ほど持ち堪えたが、増大していたニュー・ブリッジ・ロードとヒル・ストリートの交通流に耐え切れなくなった。
1986年、遂に鉄製の橋は破却され、現在のコンクリート造へと建て替えられた。しかし、おしゃれな街灯や、鉄製のガードレールは現在の橋にも受け継がれており、かつての姿を偲ばせている。
コールマン・ブリッジは広東語で「2番目の通路の橋」を意味する、「哥里门桥」という名称でも知られている。